# Gädheim
Gädheim er en kommune i Landkreis Haßberge i Regierungsbezirk Unterfranken i den tyske delstat Bayern. Den er en del af Verwaltungsgemeinschaft Theres.

## Geografi
Kommunen ligger i Maindalen, omkring 10 km fra Schweinfurt og 12 km fra landkreisens administrationsby Haßfurt. Gädheim ligger i Region Main-Rhön.
Der er ud over Gädheim landsbyerne Greßhausen og Ottendorf i kommunen.